# بلرتا شالا
بلرتا شالا (انگلیسی: Blerta Shala؛ زادهٔ ۳ دسامبر ۱۹۹۸) بازیکن فوتبال اهل کوزوو است.
وی همچنین در تیم ملی فوتبال Kosovo بازی کرده‌است.